# Ерёменко, Владимир Евгеньевич
Владимир Евгеньевич Ерёменко (28 августа 1963, Астрахань — 19 февраля 2014) — российский археолог, ведущий сайта Археология.Ру с 2000 г. Специализировался по культурам железного века Восточной Европы. Жил в Санкт-Петербурге.

## Биография
В 1986 году окончил исторический факультет ЛГУ по кафедре археологии. На работы Ерёменко оказали влияние М. Б. Щукин, Г. С. Лебедев, Л. С. Клейн и др.
В 1990 г. защитил на той же кафедре кандидатскую диссертацию на тему: «Процесс латенизации археологических общностей позднего предримского времени Восточной Европы и сложение зарубинецкой культуры». Участвовал в археологических экспедициях в Южной Белоруссии, на Северной Украине, в Молдавии и в Крыму.
С 1999 г. создал сетевой каталог археологических ресурсов Археология.Ру, который постепенно превратился в популярный археологический портал и крупнейшую в рунете онлайн-библиотеку.
В 2010 года основал движение в защиту археологического наследия «Аматор».
При непосредственном участии В. Е. Ерёменко в России принят закон о защите археологического наследия от разграбления чёрными копателями (Федеральный закон от 23.07.2013 г. № 245-ФЗ).
Скончался 19 февраля 2014 года в результате тяжелой болезни. Похоронен на станционном кладбище посёлка Тургошь Бокситогорского района Ленинградской области.

## Публикации
- «Кельтская вуаль и зарубинецкая культура»